# تحذلق

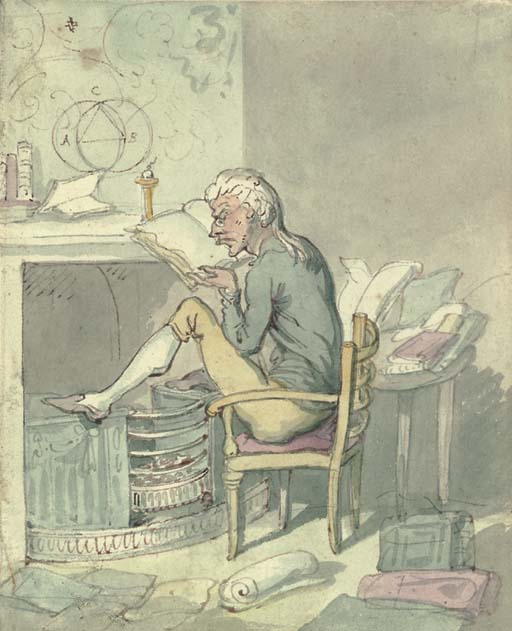

المتحذلق اسم من قولهم حذلق الرجل وتحذلق إذا أَظهر الحذق وادعى أَكثر مما عنده.

## أسام

### عربية
في لغة العامة يسمى المتحذق بأسماء منها الفاضولي والفقوهي والمحفلط.

### أعجمية
في الفارسية يقال له فضل فروش وملا نقطي. وبالإيطالية يقال له بيدنتي وتشبهها بالفارسية لفظة بيدانش أي الجاهل.